# La Masia Blanca (Vilaür)
La Masia Blanca és una masia del municipi de Vilaür (Alt Empordà) situada al nord-oest del nucli urbà de la població de Vilaür. S'hi arriba per la carretera GI-622 en direcció a Bàscara, agafant un trencall a mà dreta a pocs metres de distància de l'inici del poble. Forma part de l'Inventari del Patrimoni Arquitectònic de Catalunya.

## Descripció
És una masia de planta irregular formada per diversos cossos adossats, envoltats per una zona enjardinada delimitada amb una tanca. El cos central de la construcció consta de dos cossos adossats en perpendicular, amb les cobertes de teula de dues vessants. L'edifici principal, distribuït en planta baixa i dos pisos, presenta una terrassa adossada davant la façana sud, a la que s'accedeix a través d'unes escales exteriors rectilínies amb barana d'obra. Al pis hi ha una galeria de quatre finestrals de mig punt, amb els brancals bastits amb maons i els arcs de pedra desbastada. Les obertures presenten baranes d'obra individuals. La resta d'obertures de la construcció són rectangulars.
El cos adossat a ponent ha estat força transformat i també té una terrassa adossada davant la façana de migdia. El pis superior ha estat completament restituït, mentre que el primer i la planta baixa conserven paraments bastits en pedra. El conjunt es completa amb dos cossos adossats a llevant, més un altre sector a tramuntana de l'edificació principal, la qual està arrebossada i emblanquinada.

## Història
Les primeres referències documentals d'aquesta masia apareixen ja en època medieval, i posteriorment els seus habitants figuren en el cens de Floridablanca de 1787, encara que l'edifici actual és relativament recent, probablement del segle xix. Probablement les parts més antigues de la masia han quedat amagades sota les diferents reformes.